# Tangenziale nord di Mantova
La tangenziale Nord di Mantova collega la zona industriale di Valdaro con la periferia nord della città, attraversando i comuni dell'hinterland di San Giorgio Bigarello, Porto Mantovano e Marmirolo.
La sua lunghezza è di 10 km e consta di 6 uscite. Essa è classificata come strada riservata ai veicoli a motore per buona parte del suo tratto centrale, mentre si interseca a est con la SP ex SS 482 e a ovest con la SP ex SS 236 bis, creando di fatto un unico tracciato.

## Percorso
Partendo dalla zona industriale di Valdaro la prima uscita si trova in concomitanza con la rotonda di Via Eugenio Sartori, e da lì il tracciato prosegue oltrepassando il centro direzionale e fieristico Boma, fino al comune di Porto Mantovano, oltrepassato con un viadotto sopraelevato, per poi terminare nel comune di Marmirolo nell'estrema periferia nord della città. Il km 0 è posto in corrispondenza dell'innesto a ovest sulla SP ex SS 236 bis (in concomitanza dello svincolo Mantova - Sant'Antonio).
| TANGENZIALE NORD DI MANTOVA | |               |
| Tipologia                   | Uscita | Uscita Numero |
|                             | ex Alto Polesana Formigosa - Castelletto Borgo Valdaro - Porto Fluviale |               |
|                             | Via Eugenio Sartori Q.re Borgovirgiliana Polo Industriale - Stazione FS Mantova-Frassine - Stadio "D. Martelli" - Palazzo Te Brennero-Modena                                               |               |
|                             | Mantova Frassino Q.re Lunetta - Q.re Frassino |               |
|                             | Mantova centro - San Giorgio Bigarello Mantova centro - Q.re Lunetta - Mottella - Tripoli Centro direzionale Boma - Grana Padano Arena - Palazzo Ducale Padana Inferiore - Brennero-Modena |               |
|                             | Mantova - Sant'Antonio Sant'Antonio - Bancole - Q.re Colle Aperto - Q.re Ponte Rosso - Q.re Cittadellaex della Cisa                                                                        |               |
|                             | Zona industriale Malpensata Q.re Gambarara - Soave - Marmirolo ex Goitese - Brennero-Modena                                                                                                |               |
|                             | |               |